# Пам'ятки архітектури Красилівського району
У Красилівському районі Хмельницької області згідно з даними управління культури, туризму і курортів Хмельницької облдержадміністрації перебуває 1 пам'ятка архітектури.
| № пп   | Місцезнаходження | Найменування         | Рік спорудження        |
| ------ | ---------------- | -------------------- | ---------------------- |
| 1691   | смт Антоніни     | Садиба               |                        |
| 1691/1 | -»-              | Флігель палацу       | початок XIX ст.        |
| 1691/2 | -»-              | Манеж                | початок XIX ст.        |
| 1691/3 | -»-              | Три брами з огорожею | друга половина XIX ст. |
|        |                  |                      |                        |